# 高宣 (元)
高 宣（こう せん、生没年不詳）は、最初期のモンゴル帝国に仕えた漢人将軍の一人。遼陽府の出身。

## 略歴
1229年（己丑）に元帥の地位を授けられ、トルイ率いる軍団に属し第二次金朝侵攻に加わった。高宣はトルイにみだりに人民を殺さないよう進言し、トルイもこれを受け容れて全軍にみだりに人命を取らないよう下令した。城を攻略しても城民を虐殺しないトルイの軍団に対して、民心は心服したという。
1232年（壬辰）正月にトルイ軍が第二次金朝侵攻における最大の激戦である三峰山の戦いに勝利すると、捕虜とした2千戸余りを打捕鷹坊都総管府に組織し、高宣が都総管としてこれを統べることになり、この地位は代々子孫に受け継がれた。息子には高天錫、孫には高諒、曾孫にはタシュ・ブカがいる。